# Степфордские жёны (фильм, 1975)
«Степфордские жёны» (англ. The Stepford Wives) — фантастический триллер 1975 года, снятый режиссёром Брайаном Форбсом по одноимённому роману Айры Левина.

## Сюжет
Джоанна Эберхарт и её муж Уолтер переезжают из суматошного Манхэттена в небольшой городок Степфорд, который на первый взгляд представляет настоящую идиллию. Здесь приветливые жители, чистые улицы, а безопасность такова, что не требуется запирать дома. Только одно смущает Джоанну — очень ухоженные и опрятные женщины городка не интересуются ничем, кроме домашнего хозяйства, тогда как мужчины регулярно посещают собрания некоего «Общества мужчин».
Джоанна, вместе с переехавшей сюда недавно Бобби Марков, пытается создать женское общество, но натыкается на абсолютное безразличие горожанок к подобному проекту. Вдобавок ко всему они обнаруживают странную метаморфозу, произошедшую с их подругой Шармейн Уимперис. Та неожиданно забрасывает своё увлечение теннисом и планирует всю оставшуюся жизнь заниматься только домашним хозяйством.
Однажды Бобби Марков уезжает со своим мужем в какой-то отель. А после её возвращения Джоанна больше не узнаёт подругу — вместо веселой и активной женщины она видит типичную степфордскую домохозяйку. Женщина идёт к психоаналитику, на сеансе у которой Джоанну внезапно осеняет мысль, что всё это связано с «обществом мужчин». Вернувшись в город, женщина замечает, что из дома исчезли дети, а муж как-то странно себя ведёт. Тогда Джоанна сбегает из дома и идёт к Бобби. Там она сперва ранит ножом свои пальцы на руке, отчего идёт кровь. Затем она втыкает нож в свою бывшую подругу — но крови нет. Зато у Бобби от этого происходит сбой программы — оказывается, что это не живой человек, а робот.
В поисках своих детей Джоанна идёт в здание «Общества мужчин». Здесь она встречает Дейла Кобу (персонаж Патрика О’Нила), который подтверждает, что догадки женщины — правда. Джоанна пытается бежать, однако натыкается на своего двойника — робота, который убивает её… Финальная сцена — дубликаты женщин Степфорда, в том числе новая Джоанна, ходят по супермаркету, выбирают товары и мило говорят друг с другом.

## В ролях
- Кэтрин Росс — Джоанна Эберхарт
- Пола Прентисс — Бобби Марков
- Тина Луиз — Шармейн Уимперис
- Питер Мастерсон — Уолтер Эберхарт
- Нанетт Ньюман — Кэрол Ван Сент
- Кэрол Ив Россен — доктор Фэнчер
- Уильям Принц — Айк Мэззард
- Кэрол Мэллори — Кит Сандерсен
- Тони Рейд — Мэри Эксхельм
- Джудит Болдуин — Патриша Корнелл
- Барбара Ракер — Мэри Энн Ставрос
- Джордж Коу — Клод Эксхельм
- Франклин Ковер — Эд Уимперис
- Роберт Филдс — Реймонд Чендлер
- Майкл Хиггинс — мистер Корнелл
- Йозеф Зоммер — Тед Ван Сент
- Пола Трумен — девушка из Welcome Wagon
- Марта Гринхаус — миссис Киргасса
- Саймон Декард — Дейв Марков
- Римэк Рамсей — мистер Аткинсон
- Мэри Стюарт Мастерсон — Ким Эберхарт
- Ронни Салливан — Эми Эберхарт
- Джон Эпри — молодой полицейский
- Кеннет МакМиллан — менеджер на рынке
- Ди Уоллес — Нетти
- Том Спрэтли — привратник
- Патрик О`Нил — Дейл Коба

## Награды
«Премия Сатурн» (1975):
- Номинация в категории «Лучшая актриса» — Кэтрин Росс
- Номинация в категории «Лучший научно-фантастический фильм»

Рейтинги Американского института киноискусства:
- Номинация на включение в список «10 лучших американских фильмов в 10 классических жанрах по версии AFI»
- Номинация на включение в список «100 самых остросюжетных американских фильмов за 100 лет по версии AFI»

## Критика
Фильм разбирается Стивеном Кингом в книге «Пляска смерти». Картина включена им в список ста наиболее значимых фильмов в жанре ужасов и научной фантастики с 1950 по 1980 год, прилагающийся к книге.